# Летнево (Тверская область)
Летнево — деревня в Рамешковском районе Тверской области.

## География
Находится в восточной части Тверской области на расстоянии приблизительно 12 км на юг-юго-восток по прямой от районного центра поселка Рамешки.

## История
Упоминается с 1646—1647 годов как пустошь во владениях Московского Вознесенского девичьего монастыря. В 1678 году в деревне Левново (Летнево) — 4 крестьянских, 2 бобыльских двора. В 1709 году — 4 крестьянских двора, где проживали 10 мужчин. В 1859 году в казенной русской деревне Летнево было 18 дворов, в 1887 — 44. На январь 1941 года в Летнево было 64 жилых помещения в 1989 году — 32. В 2001 году в деревне 20 домов постоянных жителей и 23 дома — собственность наследников и дачников. В советское время работали колхозы «Восход» и «Вперед». До 2021 входила в сельское поселение Застолбье Рамешковского района до их упразднения.

## Население
Численность населения: 195 человек (1859 год), 239 (1887), 267 (1941), 52 (1989), 48 (русские 100 %) в 2002 году, 49 в 2010.